# Rocket Lab
Rocket Lab es una empresa estadounidense aeroespacial con una filial en Nueva Zelanda, cuya misión es desarrollar servicios de lanzamiento orbitales comerciales ligeros y rentables. El programa Electron se inició bajo la premisa de que pequeñas cargas útiles como los CubeSats requieren pequeños vehículos de lanzamiento dedicados, no ofrecidos por la industria tradicional. El cohete Electron está diseñado para llevar pequeños satélites comerciales con una frecuencia de lanzamiento muy alta. Electron es capaz de poner en una órbita heliosíncrona a 500 km de altitud hasta 150 kg de carga útil.
El programa de lanzamientos de prueba de Electron comenzó en mayo de 2017, con un segundo lanzamiento en enero de 2018. Los lanzamientos comerciales, anunciados a un precio de 5,7 millones de dólares, empezaron en noviembre de 2018.

## Historia
Rocket Lab fue fundada en 2006 por su CEO y CTO Peter Beck, a resultas de un viaje a los Estados Unidos tras el que quedó decepcionado por el estado de la industria aeroespacial. Beck creía que la industria sería mucho más grande si se utilizaban electrónica barata y nanosatélites, lo que reduciría dramáticamente el precio de los lanzamientos.
El empresario de Internet Mark Rocket fue el primer inversor y codirector entre 2007 y 2011. En 2009 Rocket Lab afirmaba ser la primera empresa privada en el hemisferio sur en llegar al espacio tras el lanzamiento del cohete sonda Ātea-1. Sin embargo el cohete no enviaba telemetría y tampoco fue recuperado, por lo cual es imposible comprobar esta afirmación.
En diciembre de 2010 Rocket Lab consiguió un contrato del Departamento de Defensa de los Estados Unidos para estudiar el desarrollo de un lanzador de cargas ligeras.

## Ātea-1
El primer lanzamiento de Ātea-1 (del maorí 'espacio') ocurrió en 2009. El cohete de 6 metros de largo y un peso de 60 kg fue diseñado para transportar una carga útil de 2 kg a una altitud de 120 km. Tenía la intención de llevar cargas científicas o, posiblemente, artículos personales.
Ātea-1 fue lanzado de manera exitosa desde la península de Coromandel el 30 de noviembre de 2009 a las 2:30 p. m. UTC+13 después de que problemas relacionados al combustible retrasaran el lanzamiento, que originalmente estaba previsto para las 7:10 p. m. UTC+13. El cohete no fue rastreado, no transmitió telemetría y no fue recuperado. Por lo tanto, no existen datos sobre el vuelo y el apogeo máximo alcanzado tampoco pudo ser determinado.

## Electron

Diagrama del cohete Electron.

Electron es un cohete multietapa de un solo uso, diseñado para colocar satélites de 150kg en órbita heliosíncrona. El precio por lanzamiento anunciado es de unos 5 millones de dólares.
El cohete utiliza el motor Rutherford diseñado por la empresa. Las turbobombas de este motor tienen la particularidad de estar alimentadas por una batería eléctrica. El motor es fabricado mayormente mediante impresión 3D, empleando el proceso de fusión por haz de electrones.
En abril de 2016, el motor Rutherford de la segunda etapa superó los ensayos.
En mayo de 2017, se abrió una primera ventana de lanzamiento para el ensayo de Electron, pero fue cancelado por malas condiciones meteorológicas. Finalmente, el 25 de mayo tuvo lugar el primer lanzamiento de Electron. El despegue, la separación de las etapas y la expulsión de la cofia se realizaron con éxito. Sin embargo, tras alcanzar una altura de 224 km se perdió la telemetría y control de tierra tomó la decisión de finalizar el lanzamiento.
El segundo lanzamiento del cohete estaba planeado para el 8 de diciembre de 2017, pero fue retrasado hasta el 11 de diciembre. El lanzamiento fue cancelado otra vez debido a malas condiciones meteorológicas y tráfico orbital. El 12 de diciembre el lanzamiento fue abortado a tan solo dos segundos de la ignición, debido a un problema con la refrigeración del motor principal.
El 20 de enero de 2018, se llevó a cabo un nuevo intento, que fue cancelado debido a que un barco entró en la zona de exclusión marítima del lanzamiento. Finalmente, el 21 de enero de 2018, Electron despegó desde el Complejo de lanzamiento 1 y logró desplegar exitosamente sus 3 CubeSats a bordo.

## Fabricación
En octubre de 2018, Rocket Lab reveló su nueva planta de fabricación en Auckland, Nueva Zelanda. Está destinado a la producción de tanques de propulsores y construcción de escenarios, y está a cargo de la integración general de los vehículos de lanzamiento para el Complejo de lanzamiento 1.
La sede de la compañía en Huntington Beach, California, produce los motores y la aviónica Rutherford.

## Base de Lanzamiento 1
Tras encontrar problemas para conseguir el permiso de lanzamientos en Kaitorete Spit, Rocket Lab anunció en noviembre de 2015 que la base de lanzamiento principal se establecería en la península Mahia. Las instalaciones están autorizadas para lanzar cohetes cada 72 horas a lo largo de 30 años.
El puerto espacial fue inaugurado oficialmente el 27 de septiembre, hora local de Nueva Zelanda (26 de septiembre hora UTC).

## Base de lanzamiento 2
En octubre de 2018, después de varios meses de búsqueda, la compañía anunció su selección del puerto espacial regional del Atlántico Medio en la instalación de vuelo Wallops de la NASA como su segundo sitio de lanzamiento. El sitio fue elegido por una serie de factores: la velocidad y la facilidad con la que se podría construir la nueva plataforma debido a la disponibilidad de la infraestructura, el bajo número de lanzamientos de otras compañías y la capacidad de la ubicación para complementar las inclinaciones orbitales proporcionadas por LC-1. Se espera que sea capaz de lanzamientos mensuales al servicio de misiones comerciales y del gobierno de EE. UU.
LC-2 se encuentra dentro de la línea de cerca de MARS Launch Pad 0A.